# Doryopteris pentagona
Doryopteris pentagona là một loài thực vật có mạch trong họ Adiantaceae. Loài này được Pic. Serm. mô tả khoa học đầu tiên năm 2005.